# Alain Wijffels
Alain Wijffels (* 26. Oktober 1954 in Chêne-Bougeries bei Genf, Schweiz) ist ein belgischer Rechtshistoriker und Hochschullehrer.

## Leben
Wijffels wurde nach Studien u. a. an der Universität Antwerpen, in Löwen, Louvain-la-Neuve und an der Universität Paris II im Jahr 1985 an der Universität von Amsterdam zum Dr. iur. promoviert. Die zweibändige Promotionsschrift Qui millies allegatur. Les allégations du droit savant dans les dossiers du Grand Conseil de Malines (causes septentrionales, ca. 1460–1580) erschien im selben Jahr. 1994 erfolgte in Cambridge die Promotion zum Ph.D. Für sein wissenschaftliches Gesamtwerk erhielt er dort 2009 den Grad eines Doctor of Letters verliehen. Seit 2004 ist er Mitglied der Académie Royale de Belgique, seit 2009 der Commission royale pour la publication des anciennes lois et ordonnances de Belgique, und seit 2007 Mitglied der Königlichen Holländischen Gesellschaft der Wissenschaften.
Wijffels ist Professor für Rechtsgeschichte und Vergleichende Rechtswissenschaft an der Université catholique de Louvain und unterrichtet europäische Verfassungsrechtsgeschichte sowie Völkerrechtsgeschichte an der Universität Leiden, zudem vergleichende Staatsrechtsgeschichte an der Katholieke Universiteit Leuven und an der Katholieke Universiteit Leuven Campus Kortrijk. Er war Gastprofessor an den Universitäten von Brüssel, Frankfurt am Main, Gent, Nantes, an der Paris-II und Paris-XII, und er ist Forschungsdirektor am Centre national de la recherche scientifique, Mitglied des Centre d’Histoire Judiciaire in Lille. 2016 bis 2017 war er Inhaber des europäischen Lehrstuhls am Collège de France.
2012–2015 ist Wijffels außerdem Teilprojektleiter im Frankfurter LOEWE-Schwerpunkt 'Außergerichtliche und gerichtliche Konfliktlösung'. Zu seinen Forschungsschwerpunkten zählen das Ius commune vom Spätmittelalter bis ins 17. Jahrhundert, Gerichts- und Zivilprozessrechtsgeschichte sowie Wirtschaftsrechtsgeschichte des 15. bis 17. Jahrhunderts.

## Auszeichnungen
- 1989: Prix Charles Duvivier der Königlichen Akademie der Wissenschaften und Schönen Künste von Belgien
- 2002: Francqui Chair (Universität Gent)
- 2002: Sarton Medal (Universität Gent)
- 2004: Aufnahme als assoziiertes Mitglied in die Königliche Akademie der Wissenschaften und Schönen Künste von Belgien[2]
- 2008: Ehrenbürgerschaft der Stadt San Ginesio (Macerata)

## Schriften
- Qui millies allegatur. Les allégations du droit savant dans les dossiers du Grand Conseil de Malines (causes septentrionales, ca. 1460–1580). 2 Bände. Brill, Leiden 1985, ISBN 90-04-07753-7.
- als Hrsg.: Case law in the making. The techniques and methods of judicial records and law reports (= Comparative studies in Continental and Anglo-American legal history. Band 17). 2 Bände. Duncker & Humblot, Berlin 1997, ISBN 3-428-09075-6 und ISBN 3-428-09076-4.
- als Hrsg.: History in court. Historical expertise and methods in a forensic context (= Studia forensia historica. Band 3). Ius Deco Publ., Leiden 2001, ISBN 90-74490-03-4.
- Le code civil entre ius commune et droit privé européen. Bruylant, Brüssel 2005, ISBN 2-8027-2029-5.
- Introduction historique au droit. France – Allemagne – Angleterre. Presses Universitaires de France, Paris 2010, ISBN 978-2-13-057406-4.
- als Hrsg.: European Supreme Courts. A portrait Through History. Third Millennium, London 2013, ISBN 978-1-906507-40-4.
- Le droit européen a-t-il une histoire? En a-t-il besoin? (= Leçons inaugurales du Collège de France. 271). Fayard, Paris 2017, ISBN 978-2-213-70514-9.